# Väimela Alajärv
Het Väimela Alajärv is een langwerpig meer in het zuidoosten van Estland. Het ligt op het grondgebied van de vlek Väimela in het noorden van de provincie Võrumaa en zo'n 5 kilometer ten noorden van de stad Võru.
Ten noordwesten van het meer ligt in het verlengde ervan een tweede meer met de naam Väimela Mäejärv.